# 国境の城塞
『ザ・キープ・オン・ザ・ボーダーランド』（The Keep on the Borderlands）は、ゲイリー・ガイギャックスによるダンジョンズ&ドラゴンズのモジュールであり、1979年12月に最初に印刷された。その中で、プレイヤーキャラクターは砦に拠点を置いて、近隣にある様々なモンスターで満たされた一連の洞窟群を探索する。Dungeons & Dragons Basic Setと共に使用するためにデザインされており、Basic Setの1979-1982年版に含まれていた。これはダンジョンズ&ドラゴンズの新規のプレイヤーのためにデザインされていた。
1985年には『国境の城塞』（こっきょうのじょうさい）というタイトルで日本語版が出版された。
The Keep on the Borderlandsは1980年代初期に絶版となっていたが、後に2回再版された（続編もまた製作された）。冒険を小説化した作品が1999年に出版された。このモジュールは概して肯定的な論評を受け、2004年にはダンジョン誌の「greatest Dungeons & Dragons adventure of all-time」で7位にランクされた。

## プロット概要
プレイヤーキャラクターはモジュール名の元となった砦に到着するところから開始し、そこを拠点としてモンスターに満ち溢れた近隣の丘陵地帯で一連の洞窟群を探索することができる。
この洞窟群は「渾沌の洞窟」と呼ばれ、凶暴な人型生物の多様な種族の住み家となっている。プロットの工夫には城塞内の裏切りの聖職者、近隣の沼地に住まう空腹のリザードマン、荒野に潜む狂気の世捨て人が含まれる。これはD&Dの初心者プレイヤーに付きものの典型的なダンジョン潜りに加え、ある程度の限定的な野外冒険を可能としている。
ガゼッタ･シリーズ版のカラメイコス大公国が出版された時、この砦はミスタラのノウン･ワールドに明確な位置を与えられた。カラメイコス北部のアルタン･テーペ山脈地域である。

## 出版の履歴
The Keep on the Borderlandsは1979年の12月に印刷され 、1980年に出版された。
32ページの小冊子と外装の折りたたみ地図(カバー)から構成されていた。モジュールはゲイリー・ガイギャックスによって執筆され、カバーアートはジム・ロスロフ、本文イラストはエロル・オータスによって描かれた。これはDungeons & Dragons Basic Set用にデザインされている。ベーシック・セットの6～11刷（1979～1982年）に同梱されていたが、別売りもされており、単体で入手可能であった。初版のカバーには｢小さな修正を施すことにより、アドバンスト・ダンジョンズ&ドラゴンズでの使用にも適している｣との注記があったが、この注記は後の版からは取り除かれた。
1985年、株式会社新和が日本語版を出版した。カバー、小冊子とも日本語化した以外は可能な限りオリジナルの体裁が再現されていた。
このモジュールのカバーは、初心者プレイヤーとダンジョンマスター(DM)の手助けとなるように特にデザインされていることは注目に値する。初心者のDMを手助けするために、遭遇を進行するためのヒントが本文の至る所に見られる。このモジュールはまた、D&Dベーシック・セットには含まれていない野外冒険のための基本的なルールを提供している。それぞれ独立した洞窟の集合体というこの冒険の構造は、初心者がプレー･セッションを分割して行うことを可能とする。このモジュールは低経験レベル用の導入シナリオとして描かれており、そしてそれはプレイヤーキャラクターを秩序の最辺境前哨基地から混沌の勢力の中に導く。
The 10th Anniversary Dungeons & Dragons Collector's Setは、10周年を祝うために1984年にTSR社から出版されたボックス・セットで、ベーシック、エキスパート、コンパニオン・セットのルールブック、AC2 Combat Shield and Mini-adventure、AC3 The Kidnapping of Princess Arelina、B1 In Search of the Unknown、The Keep on the Borderlands、M1 Blizzard Pass、Player Character Record Sheets、ダイスのセットが収録されていた。このセットは1000部の限定生産で、Gen Con 17と通販で販売された:147ページ。
The Keep on the Borderlandsは1980年代中頃に絶版となった。しかし、9つのモジュールを編集再編した大型モジュールB1-9 In Search of Adventure（1985年）の中で部分的に再版（混沌の洞窟群のみ。砦と周囲の荒野は含まれていない）された。1999年にはダンジョンズ&ドラゴンズ･ゲームの25周年を祝うために、オリジナルの冒険がDungeons & Dragons Silver Anniversary Collector's Editionボックス・セットに収録するために、オリジナルとの識別用（コレクティング目的として）に軽度の修正を施されて再版された
。
続編であるReturn to the Keep on the Borderlands(1999年)はAD&D第2版用に製作され、元のモジュールの20年後の出来事として設定されており、完全に充足された混沌の洞窟群を特色としていた。オリジナルのB2出版物は背景の観点から見れば全般的であったが、1999年のReturnモジュールは砦をヨーマンリーに配置することで、グレイホーク世界での正規の位置を与えた。グレイホークへの砦の配置は続編内の多くの細目（例えば幾つかのミスタラに基づく神々、国々、人々等の記述）との不整合が存在した。ノンプレイヤー･キャラクターの解説の内、少なくとも2つはグレイホークよりむしろミスタラ設定の解説を引用している。アンドリュー・バイヤーズはこの冒険に対する論評でこう述べた。「もしあなたが初期のD&Dにノスタルジーを感じないなら...この本を買ってはならない。しかし、もしあなたがこれらのごくわずかな一級品のロールプレイング冒険を追体験（あるいは初体験）することに興味があるなら...あなたが失望させられるとは、私は思わない」。
このモジュールの大幅削減版は、2005年にHackMaster RPG用にLittle Keep on the Borderlandsという名で出版された。
2010年9月、このモジュールはダンジョンズ&ドラゴンズ第4版用にウィザーズ・オブ・ザ・コーストによって週毎のD&D Encountersセッションで使用するために再公開された。オリジナル同様、この修正版のモジュールは、同時に発売された初心者プレイヤー向けのRoleplaying Game boxed set for D&D Essentialsと共に使用するようにデザインされていた。今回、The Keep on the Borderlandsは、このD&Dの基本世界であるネンティア谷 の混沌の痕 として知られる地域に配置された。

## 評判
カービイ・T・グリフィスは、ザ・スペース・ゲーマー誌37号でこの冒険を論評している。グリフィスは地図がいささかダラダラしているとは感じたが、このモジュールが｢興味深く、興奮でいっぱい｣であることを見いだした。彼は論評を｢大体において私はこのモジュールを楽しんだし、これを推薦する｣と結んでいる。
The Keep on the Borderlandsは、ダンジョンズ&ドラゴンズ･ゲームの30周年である2004年に、ダンジョン誌のgreatest Dungeons & Dragons adventure of all timeで7位にランクされた。
ワイヤード誌のケン・デンミードは｢Top 10 D&D Modules I Found in Storage This Weekend｣の1つにこのモジュールを挙げた。デンミードによるとこのモジュールは｢低レベルのパーティにむしろもっと挑戦の機会を与えるべきだ。｣としている。
モジュールはShadis誌29号（1996年）でも論評されている。
ローレンス・シックは1991年発行の書籍Heroic Worldsで｢新人プレイヤーのための良い出発点｣と述べ、当時他のいかなるロールプレイング･シナリオよりも多くの部数が発行されただろう、と推測している。

## 小説版
1999年、ウィザーズ・オブ・ザ・コーストはルー・エマソンによる小説版Keep on the Borderlandsを、Greyhawk Classics seriesで出版した。主要登場人物は主に人間かエルフであり、ハーフリングとドワーフは省かれている。女性傭兵であるエディスは筆頭の主役であり、物語は彼女の視点で進行する。この小説はまた、グレイホーク世界に設定されてはいるが、その所在地に関する情報は乏しい。